# 河上省吾
河上省吾（かわかみ しょうご、1938年11月10日 - ） は、日本の交通工学者。工学博士（京都大学・論文博士・1969年）。名古屋大学名誉教授。関西大学教授。一般社団法人都市計画コンサルタント協会認定マスター都市プランナー。

## 経歴
1957年（昭和32年）3月、金光学園高等学校卒業。1961年（昭和36年）3月、京都大学工学部土木工学科卒業。1963年（昭和38年）3月、京都大学大学院工学研究科修士課程修了。1966年（昭和41年）3月、京都大学大学院工学研究科博士課程土木工学専攻満了。
1966年（昭和41年）4月、名古屋大学工学部講師。1967年（昭和42年）4月、名古屋大学工学部助教授。1969年（昭和44年）5月、京都大学から論文博士として工学博士の学位を取得。1978年（昭和53年）3月～12月、西独フンボルト財団奨学研究員（ダルムシュタット工科大学交通研究所）。1979年（昭和54年）6月、名古屋大学工学部教授。土木計画学講座を担当。その後、情報検索学講座、社会資本計画学講座などの担当。1996年（平成 8年）4月、名古屋大学大学院工学研究科教授。2002年（平成14年）名古屋大学退官。同大学名誉教授。2002年（平成14年）4月、関西大学工学部教授就任。
2018年瑞宝中綬章受章。

## 委員会委員歴
- 1971年から1972年、都市交通審議会専門委員
- 1980年から1982年まで、1994年から1996年まで、学術審議会専門委員
- 1985年から1987年、土木学会論文集編集委員会第4小委員長
- 1987年から1989年、土木学会土木計画学研究委員会幹事長
- 1984年から1987年、名古屋市都市計画審議会委員
- 1979年から1994年、名古屋市都市景観審議会委員
- 1990年4月から1992年4月、運輸政策審議会特別委員
- 1996年から2000年、国土審議会専門委員
- 1997年から1999年、南京市都市交通計画顧問
- 1980年から1997年、中部都市学会理事
- 1993年から1998年、日本都市計画学会理事
- 1997年から1998年、日本地域学会会長
- 1997年4月から1998年4月、土木学会中部支部長
- 1994年から1998年、日本都市計画学会中部支部長
- 1994年から、愛知県環境審議会委員
- 1995年から、愛知県公害審査会委員
- 1999年4月から、愛知県環境影響評価審査会会長
- 2000年から、名古屋市環境影響審査会委員
- 1991年から、愛知県都市計画審議会委員
- 2000年から2002年、土木学会理事
- 1985年から、日本地域学会理事
- 1989年から、日本計画行政学会理事